# Karl Bochow

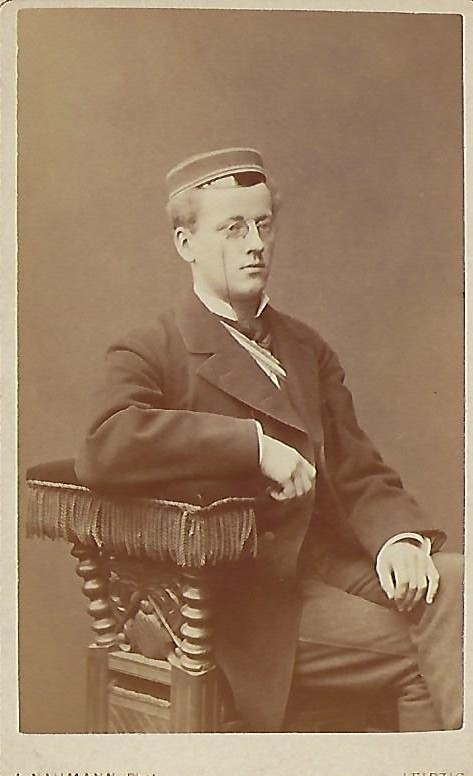
Karl Bochow

Karl Bochow (* 28. März 1861 zu Luckau, Niederlausitz; † 25. März 1937 in Nordhausen am Harz) war ein deutscher Gymnasiallehrer für Mathematik und Naturwissenschaften. In Magdeburg leitete er das Naturkundliche Museum.

## Leben
Nach dem Abitur am Luckauer Gymnasium studierte Bochow an der Universität Leipzig Mathematik und Naturwissenschaften. 1879 wurde er (wie Georg Kautz) im Corps Thuringia Leipzig recipiert. Als Inaktiver wechselte er an die Friedrich-Wilhelms-Universität zu Berlin und die Friedrichs-Universität Halle. Mit einer mathematischen Doktorarbeit wurde er 1885 in Halle zum Dr. phil. promoviert. 1886 bestand er das Staatsexamen. Nachdem er als Einjährig-Freiwilliger in Torgau gedient hatte, absolvierte er ab Ostern 1887 das Probejahr am Viktoria-Gymnasium in Burg (bei Magdeburg). Dort war er noch bis 1890 als Hilfslehrer unentgeltlich beschäftigt. Im Mai 1890 nach Magdeburg zur Vertretung an das städtische Realgymnasium geschickt, war er dort vier Jahre wissenschaftlicher Hilfslehrer. Als Oberlehrer unterrichtete er auch an der Kunstgewerbe- und Handwerkerschule Magdeburg. Für den Naturwissenschaftlichen Verein zu Magdeburg war er vom 8. März 1898 bis zum 5. November 1901 Vorsteher des Museums für Naturkunde. Aus dem Vereinsmuseum ging das noch heute bestehende (städtische) Museum für Naturkunde Magdeburg hervor. Fünf Jahre war Bochow Schatzmeister der (reichsweiten) Magdeburgischen Sterbekasse akademisch gebildeter Lehrer. 1904 wurde er aufgefordert, in den Staatsdienst überzutreten, um an einem mit einer königlichen Anstalt verbundenen pädagogischen Seminar sein Fach zu vertreten. Ostern 1905 kam er für zweieinhalb Jahre an das Stiftsgymnasium in Zeitz. Er wurde dort zum Professor ernannt und erhielt den Rang der Räte IV. Klasse. 1908 wurde er als Direktor und Amtsnachfolger von Max Nath an das Nordhäuser Realgymnasium berufen. Als Studiendirektor trat er 1924 in den Ruhestand. Er war der Amtsvorgänger von Fritz Grabs. Er starb kurz vor seinem 76. Geburtstag.

## Familie
Er war der Vater des Schriftstellers und Wirtschaftswissenschaftlers Martin Bochow (1898–nach 1953).

## Veröffentlichungen
- Eine einfache Berechnung des Siebzehnecks. Schlömilchs Zeitschrift 38 (1893).
- Eine einheitliche Theorie der regelmäßigen Vielecke. Magdeburg 1895. 14 S. u. 1 Tafel.[8]
- Flächenentwicklung und Volumenbildung im Tier- und Pflanzenreich. Zeitschrift Natur. 1896.
- Eine einheitliche Theorie der regelmäßigen Vielecke, 2 Teile. Magdeburg 1895 und 1896.[8]
- Die Formeln für die Summe der natürlichen Zahlen und ihrer Potenzen. Berlin 1898.
- Grundsätze und Schemata für den Rechenunterricht an höheren Schulen. Berlin 1898.
- Zur Behandlung der regelmäßigen Vielecke. Unterrichtsblätter 1902.
- Das reguläre Achtzehneck. Unterrichtsblätter 1904.
- Die Funktionen rationaler Winkel. Insbesondere über die numerische Berechnung der Winkelfunktionen ohne Benutzung der trigonometrischen Reihen und der Zahl Pi. Magdeburg 1905. 40 S.[8]
- Einfachste Berechnung des Zwanzigecks. Hoffm. Zeitschrift 1905.
- Eine geometrische Konstruktions- und Repetitionsstunde in der Quarta. Lehrprogramm und Lehrgänge. 1905.
- Ausgewählte Mascheronische Konstruktionen. Nordhausen 1909. 18 S. u. 1 Tafel.[9]
- Festrede bei dem 75-jährigen Schuljubiläum. Nordhausen 1911. S. 12–19.[9]
- Bericht über das 75-jährige Schuljubiläum. Nordhausen 1911. S. 10–22.[9]
- Abdruck einer Schulrede des Direktors Fischer aus dem Jahre 1840 : Zur Erinnerung an die Einweihung des neuen Realschulgebäudes am Tage der Huldigung und der Geburt Sr. Majestät des Königs Friedrich Wilhelm IV ... [nebst] Bericht über das 75-jährige Schuljubiläum. Jahresbericht des Königlichen Real-Gymnasiums zu Nordhausen, 1911.
- Der Kreis als Maximalfläche. Die wichtigsten Fälle des isoperimetrischen Problems für ebene Figuren, dargestellt für meine Schüler. Nordhausen 1912. 32 S. u. 1 Tafel.[9]
- Grundsätze und Schemata für den Rechen-Unterricht an höheren Schulen mit einem Anhange: Die periodischen Dezimalbrüche nebst Tabellen für dieselben. Berlin 1912.
- Zur Kenntnis des chemischen Verhaltens der Metalle. Zeitschrift für anorganische und allgemeine Chemie, Leipzig 1928.